# Аполлоническое и дионисийское
Аполлоническое и дионисийское — философские и литературные концепции, представленные двойственностью между фигурами Аполлона и Диониса из греческой мифологии. Популяризация концепции широко приписывается работе Фридриха Ницше «Рождение трагедии», хотя термины уже использовались до этого, например, в трудах поэта Фридриха Гёльдерлина, историка Иоганна Иоахима Винкельмана и других. Слово «дионисийский» встречается еще в 1608 году в зоологическом трактате Эдварда Топселла «История змей». С тех пор эта концепция широко использовалась и обсуждалась в западной философии и литературе.
В греческой мифологии Аполлон и Дионис — сыновья Зевса. Матерью Аполлона была Лето, информация о том кем была мать Диониса варьируется от мифа к мифу, ей могла быть Семела, Деметра или Персефона.
Аполлон — бог солнца, рационального мышления и порядка, взывает к логике, благоразумию, чистоте и выступает за разум. Дионис — бог вина и танца, иррациональности и хаоса, олицетворяющий страсть, эмоции и инстинкты. Древние греки не считали двух богов противоположностями или соперниками, хотя они часто переплетались по своей природе.

## Ницшеанское понимание

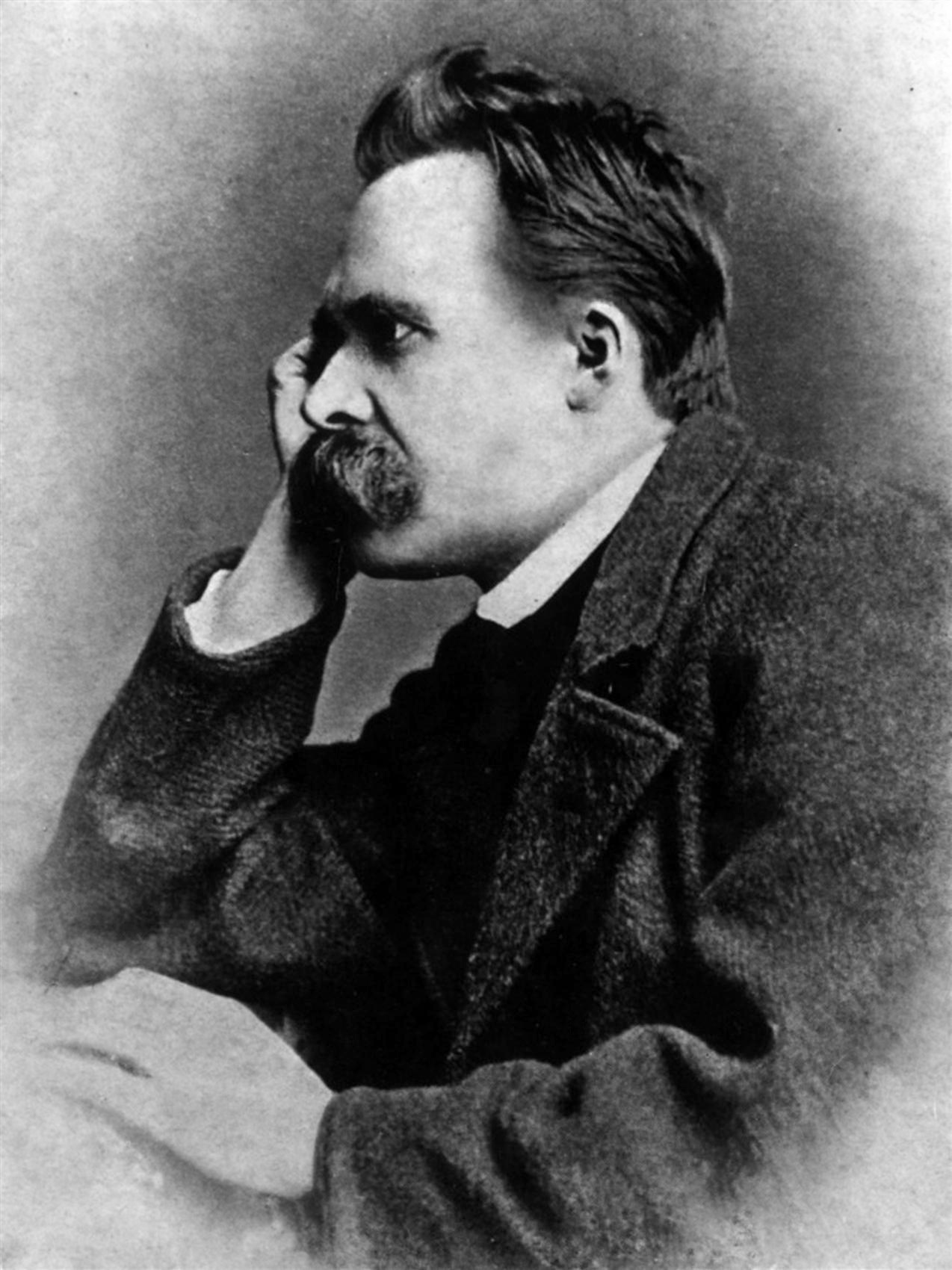
Фридрих Вильгельм Ницше, популяризировавший аполлоническую и дионисийскую диалектику

Ницше нашел в классической афинской трагедии художественную форму, превосходящую пессимизм так называемой мудрости Силена. Греческие зрители, вглядываясь в бездну человеческих страданий, изображаемых персонажами на сцене, страстно и радостно утверждали жизнь, находя её достойной быть прожитой. Главная тема «Рождения трагедии» состоит в том, что слияние дионисийских и аполлонических художественных позывов (нем. Kunsttriebe) образует драматические искусства или трагедии. Он утверждал, что такого слияния не было достигнуто со времен древнегреческих трагиков. Аполлон представляет собой гармонию, прогресс, ясность, логику и принцип индивидуации, тогда как Дионис представляет беспорядок, опьянение, эмоции, экстаз и единство (отсюда отсутствие принципа индивидуации). Ницше использовал эти две силы, потому что для него мир разума и порядка, с одной стороны, и страсть и хаос, с другой, образовывали принципы, которые были фундаментальными для греческой культуры: аполлонический — состояние сна, полное иллюзий; и дионисийское состояние опьянения, представляющее освобождение инстинкта и растворение границ. В этой форме человек появляется как сатир. Он есть ужас уничтожения принципа индивидуации и в то же время тот, кто наслаждается его разрушением. Оба эти принципа предназначены для представления состояний познания, которые проявляются через искусство как сила природы в человеке.
Аполлонические и дионисийские противопоставления проявляются в игре трагедии: трагический герой драмы, главный герой, борется за то, чтобы устроить (аполлонический) порядок своей несправедливой и хаотичной (дионисийской) судьбы, хотя и умирает несбывшимся. Развивая концепцию Гамлета как интеллектуала, который не может принять решение и является живой антитезой человеку действия, Ницше утверждает, что дионисийская фигура обладает знанием того, что его действия не могут изменить вечный баланс вещей, и это вызывает у него достаточное отвращение, чтобы не действовать вообще. Гамлет подпадает под эту категорию — он узрел сверхъестественную реальность через Призрака, он обрел истинное знание и знает, что никакие его действия не в силах это изменить. Зрителям такой драмы эта трагедия позволяет ощутить то, что Ницше называл первоединым (нем. Ur–Eine), которое возрождает дионисийскую природу. Он описывает первоединое как возрастание силы, опыт полноты и изобилия, даруемый душевным возбуждением. Возбуждение действует как опьянение и имеет решающее значение для физиологического состояния, которое делает возможным создание любого искусства. Стимулируемая этим состоянием, художественная воля человека усиливается:
В этом состоянии обогащаешь все из своего собственного избытка: что видишь, чего хочешь, то видишь вздувшимся, сгущенным, сильным, перегруженным силой. Человек в этом состоянии изменяет вещи до тех пор, пока они не начнут отражать его мощь, — пока они не станут рефлексами его совершенства. Эта потребность превращать в совершенное есть — искусство.
Ницше непреклонен в том, что произведения Эсхила и Софокла представляют собой вершину художественного творчества, истинное воплощение трагедии; именно с Еврипида трагедия начинает свой путь к гибели (нем. Untergang), путь к упадку, падению и смерти. Ницше возражает против использования Еврипидом сократовского рационализма и морали в своих трагедиях, утверждая, что соединение этики и разума лишает трагедию её основы, а именно хрупкого баланса дионисийского и аполлонического. Сократ до такой степени подчеркнул значение разума, что рассеял ценность мифа и страдания для человеческого познания. Платон продолжил этот путь в своих диалогах, и современный мир в конечном итоге унаследовал разум ценой ухода от художественных позывов, найденных в дихотомии аполлонического и дионисийского. Он отмечает, что без аполлонического, дионисийскому не хватает формы и структуры для создания целостного произведения искусства, а без дионисийского, аполлоническому не хватает необходимой жизненной силы и страсти. Только плодотворное взаимодействие этих двух сил, объединённых в искусство, представляло собой лучшее из греческой трагедии.

## Иные понимания

### Континентальная философия
Идея Ницше интерпретировалась как выражение фрагментарности сознания или экзистенциальной нестабильности многими современными и постмодернистскими писателями, особенно Мартином Хайдеггером, Мишелем Фуко и Жилем Делёзом. Согласно Петеру Слотердайку, дионисийское и аполлоническое образуют диалектику; они контрастны, но Ницше не имеет в виду, что одно ценится выше другого. Истина есть изначальная боль, а наше экзистенциальное бытие определяется дионисийско-аполлоновской диалектикой.
Расширяя использование аполлонического и дионисийского в аргументации взаимодействия между разумом и физической средой, Абрахам Аккерман указывает на мужские и женские черты городской формы.

### Рут Бенедикт
Антрополог Рут Бенедикт использовала эти термины для характеристики культур, которые ценят сдержанность и скромность (аполлоновские), а также показуху и излишества (дионисийские). Примером аполлонической культуры в анализе Бенедикта был народ зуни в отличие от дионисийского народа квакиутлей. Тема была развита Бенедикт в её основной работе «Модели культуры».

### Альберт Сент-Дьёрдьи
Альберт Сент-Дьёрдьи, писавший, что «открытие по определению должно противоречить существующим знаниям», разделил ученых на две категории: аполлонианцев и дионисийцев. Дионисийцами он называл научных инакомыслящих, исследующих «краи знания». Он писал: «В науке аполлонианец склонен развивать установленные линии до совершенства, в то время как дионисийец скорее полагается на интуицию и скорее открывает новые, неожиданные пути для исследования… Будущее человечества зависит от прогресса науки, а прогресс науки зависит от поддержки, которую она может найти. Поддержка в основном принимает форму грантов, а нынешние методы распределения грантов чрезмерно благоприятствуют аполлонийцам».

### Камилла Палья
Американский ученый-гуманитарий Камилла Палья пишет об аполлоническом и дионисийском в своем бестселлере 1990 года «Личины сексуальности». Общий план её концепции уходит корнями в ницшеанский дискурс, что является признанным влиянием, хотя идеи Пальи значительно расходятся.
Аполлоническая и дионисийская концепции составляют дихотомию, которая служит основой теории искусства и культуры Пальи. Для Пальи аполлоническое является светлым и структурированным, в то время как дионисийское — это темное и хтоническое (на протяжении всей книги она предпочитает хтоническое дионисийскому, утверждая, что последнее понятие стало почти синонимом гедонизма и неадекватно для её целей, заявляя, что «дионисийское — это не пикник»). Хтоническое ассоциируется с женщинами, дикой/хаотичной природой и непринужденным сексом/деторождением. Напротив, аполлонический ассоциируется с мужчинами, ясностью, безбрачием и/или гомосексуализмом, рациональностью/разумом и твердостью, а также с целью ориентированного прогресса: «Все великое в западной цивилизации происходит из борьбы с нашим происхождением».
Она утверждает, что у аполлоновско-дионисийской дихотомии есть биологическая основа, написав: «Ссора между Аполлоном и Дионисом — это ссора между высшей корой и старшим лимбическим и рептильным мозгом». Более того, Палья приписывает весь прогресс человеческой цивилизации мужественности, восставшей против хтонических сил природы и обратившейся вместо этого к аполлонической черте упорядоченного творения. Дионисийское — это сила хаоса и разрушения, то есть подавляющее и манящее хаотическое состояние дикой природы. Отказ от хтонизма или борьба с ним с помощью социально сконструированных аполлонических добродетелей объясняет историческое господство мужчин (включая асексуальных и гомосексуальных мужчин, а также бездетных и/или склонных к лесбиянству женщин) в науке, литературе, искусстве, технологиях и политике. В качестве примера Палья утверждает: «Мужская ориентация классических Афин была неотделима от их гениальности. Афины стали великими не вопреки, а благодаря своему женоненавистничеству».